# Minnie Pearl
Minnie Pearl (25 de octubre de 1912 – 4 de marzo de 1996) fue una humorista y cantante de música country conocida por su actuación en el programa radiofónico Grand Ole Opry entre 1940 y 1991, y en el show televisivo Hee Haw desde 1969 a 1991.

## Biografía

### Inicios
Su verdadero nombre era Sarah Ophelia Colley, y nació en Centerville, Tennessee (Estados Unidos), siendo la menor de las cinco hijas de un industrial maderero.
Se graduó en el Ward-Belmont College (actual Universidad Belmont), la más prestigiosa escuela femenina de Nashville en aquellos años, formándose en arte dramático y danza, actividad que ella enseñó durante algunos años tras su graduación.

### Carrera profesional
Su primera ocupación teatral profesional llegó con la Wayne P. Sewell Production Company, una compañía de teatro itinerante con base en Atlanta. Ella produjo y dirigió obras teatrales y musicales en pequeñas ciudades del Sureste de Estados Unidos.
Parte de su trabajo fueron breves actuaciones en organizaciones cívicas con fines promocionales, desarrollando su número Minnie Pearl. Mientras producía una comedia musical de aficionados en Baileyton ella conoció a una mujer montañesa cuyo estilo y acento fueron la base para el personaje de "Prima Minnie Pearl". Su primera actuación como Minnie Pearl tuvo lugar en 1939 en Aiken, Carolina del Sur. Su famoso sombrero fue adquirido en los almacenes Surasky Bros. antes del show. Al siguiente año, ejecutivos de la emisora radiofónica de Nashville WSM la vieron actuar en una convención de banqueros en Centerville y le dieron la oportunidad de actuar en el Grand Ole Opry el 30 de noviembre de 1940. El éxito de su debut en el show empezó una colaboración con el Grand Ole Opry que continuó durante más de 50 años.
La comedia de Pearl era una amable sátira de la cultura rural del Sur de Estados Unidos, a menudo llamada cultura hillbilly. Su personaje vivía en la ciudad ficticia de Grinders Switch. Pearl siempre vestía ropa hogareña de grandes volantes y un sombrero con la etiqueta del precio colgando del mismo, 1.98 dólares. Ya convertida en una estrella, su personaje utilizaba habitualmente las mismas frases para saludar o despedirse del público, y con el tiempo desarrolló historias cómicas sobre supuestos parientes suyos, cantando y bailando a menudo junto a Grandpa Jones.

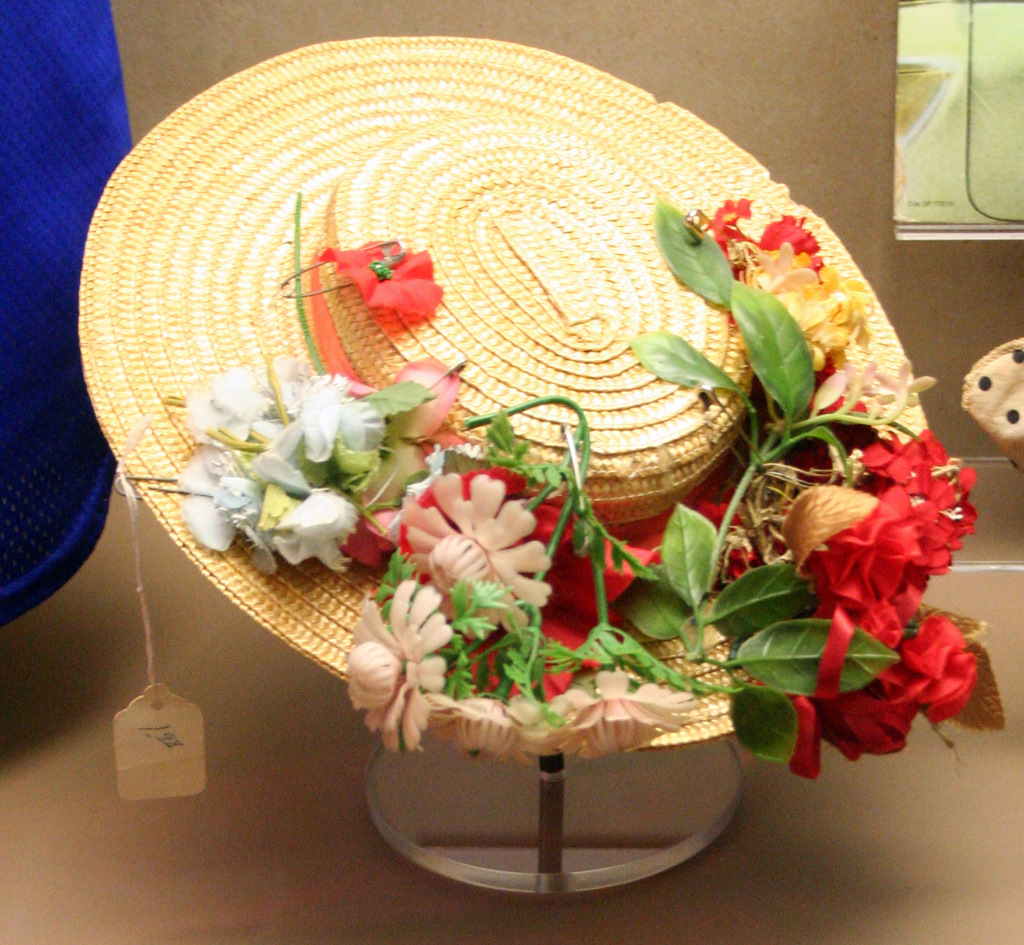
Sombrero en el Museo Nacional de Historia Estadounidense en Washington D. C.

La artista continuó interpretando a Minnie Pearl a lo largo de muchos años en la televisión, primero en el show de la ABC Ozark Jubilee, a finales de los años 1950. Después lo hizo en la serie de larga trayectoria Hee Haw, en la CBS. También hizo varias actuaciones en el programa de la NBC The Ford Show, y fue panelista en concursos como Match Game en 1977 y 1978, y The Hollywood Squares en 1980. Sus últimas actuaciones televisivas regulares tuvieron lugar en el programa de Ralph Emery Nashville Now, emitido por el canal por cable de Paramount Network.
Colley hizo también un cameo en el film Coal Miner's Daughter (1980), actuando en el concierto Opry como Minnie Pearl.
En 1992 se recompensó su trayectoria con la Medalla Nacional de las Artes. 

### Vida privada

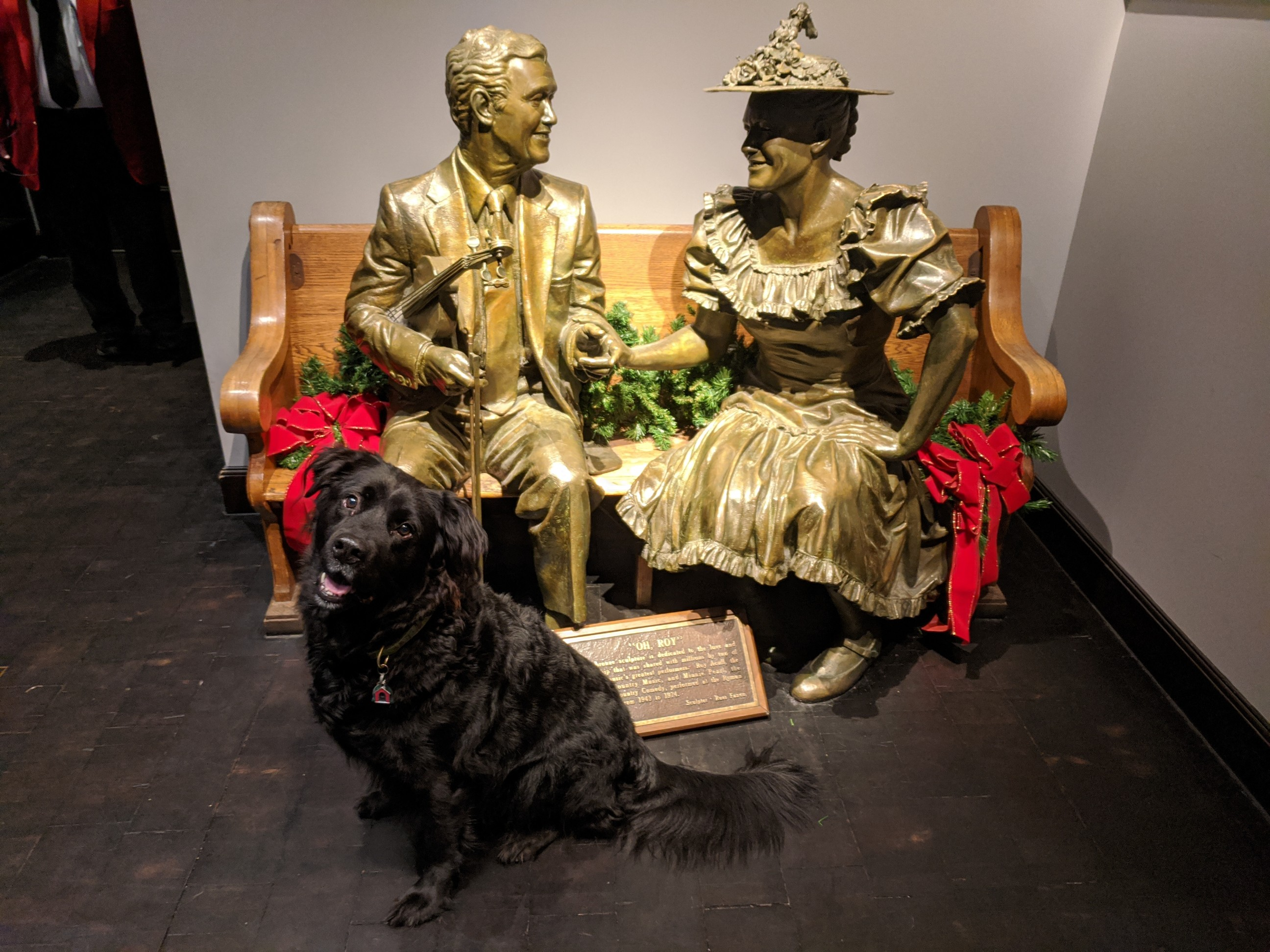
Estatuas de tamaño real de Minnie Pearl y de Roy Acuff en el Ryman Auditorium

El 23 de febrero de 1947 Sarah Colley se casó con Henry R. Cannon, que había sido piloto del Cuerpo Aéreo del Ejército de los Estados Unidos durante la Segunda Guerra Mundial, y que entonces era socio de una compañía de vuelos chárter. Tras la boda, Henry Cannon fundó una compañía chárter propia para músicos de country, y se encargó de gestionar el personaje de Minnie Pearl. Entre los clientes de la compañía figuraban Eddy Arnold, Tom Parker, Hank Williams, Carl Smith, Webb Pierce y Elvis Presley. El matrimonio no tuvo hijos. 
A finales de los años 1960 el empresario de Nashville John Jay Hooker persuadió a Colley y a la cantante de góspel Mahalia Jackson para dar sus nombres a una cadena de restaurantes de pollo frito que compitiera con Kentucky Fried Chicken. Tras unos buenos resultados iniciales, la empresa colapsó entre acusaciones de irregularidades contables y manipulación del precio de las acciones. Una posterior investigación por la Comisión de Bolsa y Valores absolvió a Colley y Jackson de participar en cualquier clase de delito financiero, aunque la imagen de ambas quedó dañada por la publicidad negativa.
Tras una larga batalla contra el cáncer de mama, ella fue portavoz del centro médico de Nashville en la cual había sido tratada, presentándose como Sarah Ophelia Cannon, no como Minnie Pearl, aunque una organización sin ánimo de lucro, la Minnie Pearl Cancer Foundation, se creó en su memoria por ayudar a la investigación contra el cáncer. El centro en el que fue tratada fue llamado después Sarah Cannon Cancer Center, y se expandió posteriormente a una veintena de hospitales en Tennessee, Kentucky, Richmond, Virginia, Kansas City, Missouri, Gainesville, Florida y el Reino Unido. También se prestó su nombre al Sarah Cannon Research Institute.
Colley sufrió una accidente cerebrovascular en junio de 1991 y hubo de dar fin a su carrera. Tras el ictus residió en una residencia de Nashville, donde recibía frecuentes visitas de figuras del country como Chely Wright, Vince Gill y Amy Grant. Ella falleció el 4 de marzo de 1996, a los 83 años de edad, por complicaciones de un nuevo ictus. Fue enterrada en el Cementerio Mount Hope de Franklin, Tennessee.

## Legado
Minnie Pearl tuvo una gran influencia en jóvenes cantantes femeninas de country, así como entre humoristas como Jerry Clower, Jeff Foxworthy, Bill Engvall, Carl Hurley, David L Cook, Chonda Pierce, Ron White y Larry the Cable Guy. Además, trabó amistad con artistas como Elvis Presley, Dean Martin (ella actuó en un episodio de The Dean Martin Show) y Paul Reubens.

## Libros[9]
- 1953 : Minnie Pearl's Diary, Greenberg
- 1963 : Minnie Pearl's Christmas at Grinder's Switch (con Tennessee Ernie Ford), Abingdon Press
- 1970 : Minnie Pearl Cooks, Aurora Publishers
- 1980 : Minnie Pearl: An Autobiography (con Joan Dew), Simon & Schuster
- 1985 : Christmas at Grinder's Switch (con Roy Acuff), Abingdon Press
- 1999 : Best Jokes Minnie Pearl Ever Told (Plus a Few She Overheard!) (compilación de Kevin Kenworthy), Thomas Nelson

## Discografía

### Álbumes
- 1960 : Howdy!, Sunset
- 1965 : America's Beloved Minnie Pearl, Starday Records
- 1966 : The Country Music Story, Starday Records
- 1967 : Lookin' Fer a Feller, Starday Records
- 1973 : Grandpa Jones y Minnie Pearl, RCA Camden

### Álbumes como artista invitada
- 1954 : Country Music Caravan, RCA Victor
- 1969 : Hall of Fame (Vol. 9), Starday Records
- 1970 : Thunder on the Road, Starday Records
- 1974 : Stars of the Grand Ole Opry, RCA
- 1976 : Live at the Grand Ole Opry (con Hank Williams), MGM
- 1977 : New Harvest...First Gathering (disco de Dolly Parton, tema "Applejack"), RCA
- 1980 : Backstage at the Grand Ole Opry, RCA
- 1986 : Surely You Joust (álbum de Ray Stevens, tema "Southern Air"), MCA Records
- 2014 : Out Among the Stars (álbum póstumo de Johnny Cash, tema "If I Told You Who It Was", grabado en los años 1980), Columbia Records

### Singles
Minnie Pearl lanzó varios singles para RCA Victor en la década de 1950, entre ellos algunos duetos con Grandpa Jones. En ese período también fue artista invitada en discos de Chet Atkins y Ernest Tubb. En la siguiente década pasó a Starday Records. A los 54 años de edad grabó un éxito para Starday, "Giddyup Go – Answer", respuesta al clásico de Red Sovine "Giddyup Go". Posteriormente colaboró con Sovine y Buddy Starcher en otros single.
Pearl volvió a RCA en 1974 cuando Archie Campbell y ella lanzaron un disco parodia del éxito de Loretta Lynn y Conway Twitty "As Soon As I Hang Up the Phone". En 1977 actuó con otros miembros de Opry en el álbum de Dolly Parton New Harvest...First Gathering, cantando en el tema "Applejack". En 1986 participó como invitada, junto a Jerry Clower, en el sencillo de Ray Stevens titulado "Southern Air".